# Johann Bielfeldt
Johann Claus Bielfeldt  (* 14. November 1886 in Hohn; † 9. Juli 1981 in Itzehoe) war ein deutscher evangelisch-lutherischer Pastor. Er war Mitglied der Bekennenden Kirche innerhalb der Evangelisch-Lutherischen Landeskirche Schleswig-Holsteins. Nach dem Zweiten Weltkrieg amtierte er als Pastor und Propst in Itzehoe.

## Leben
Bielfeldt wuchs zusammen mit drei Brüdern und einer Schwester in Hohn auf. Sein Vater war dort Amtsvorsteher und Landwirt. Nach dem Besuch der Volksschule in Hohn wechselte er auf das Gymnasium nach Rendsburg und bestand dort 1898 sein Abitur. Er studierte Evangelische Theologie in Tübingen, Berlin und Kiel und lernte dort unter anderem die liberalen Theologen Adolf von Harnack und Otto Baumgarten kennen. 
Sein Vikariat absolvierte er bei Propst August Wilhelm Treplin (1840–1917) in Hademarschen. Ordiniert wurde er am 26. Oktober 1913 in Kiel und war anschließend Hilfsprediger in Wilster. Von 1914 bis 1918 war er während des Ersten Weltkrieges als Feldprediger in Frankreich und Russland eingesetzt. In dieser Zeit begegnete er der Berlinerin Friederike Martens in Wilna und heiratete sie nach Kriegsende im Jahre 1919. Aus der Ehe gingen zwei Kinder hervor. 
Bielfeldt arbeitete nach dem Krieg wieder als Pastor in Wilster. 1925 bewarb er sich um eine Pfarrstelle in der Christkirchengemeinde in Rendsburg und war dort bis 1945 tätig.  
Am 12. September 1933 erlebte Bielfeldt die „braune Synode“ in Rendsburg mit.  Ab Oktober gehörte er zusammen mit Pastor Volkmar Herntrich und Professor Kurt Dietrich Schmidt dem sogenannten „Führerrat“ der wachsenden „Bekenntnisgemeinschaft“ in der Evangelisch-Lutherischen Landeskirche Schleswig-Holsteins an. Seit der 1. Bekenntnissynode am 17. Juli 1935 in Kiel war Bielfeldt Mitglied im Vorstand der Bekennenden Kirche  in Schleswig-Holstein. 
Nach dem Scheitern eines „Befriedungsweges“ auf der 2. Bekenntnissynode in Bredeneek (1936) trat Bielfeldt aus dem Vorstand der Bekennenden Kirche aus, engagierte sich aber weiterhin für sie. 
Von 1946 bis 1956 war er Propst der Propstei Münsterdorf in Itzehoe. Nach seiner Pensionierung übernahm er vorübergehend die Leitung des Predigerseminars in Preetz. 
Seinen Ruhestandswohnort nahm er in Hamburg-Groß Flottbek; hier erarbeitete er auf Anregung von Kurt Dietrich Schmidt das Buch Der Kirchenkampf in Schleswig-Holstein (1964 erschienen).
Er starb am 9. Juli 1981 und wurde beigesetzt auf dem Friedhof Brunnenstraße in Itzehoe.

## Schriften
- Begräbnisbräuche im alten Wilster. In: Die Heimat. Bd. 34 (1924), Nr. 4, April 1924, S. 125f. (Digitalisat).
- Kanzelerklärung schleswig-holsteinischer Pastoren am 2. Advent [10.12.] 1933, in: Kurt Dietrich Schmidt (Hrsg.): Die Bekenntnisse und grundsätzlichen Äußerungen zur Kirchenfrage des Jahres 1933, Göttingen: Vandenhoeck & Ruprecht 1934, S. 89–91 (zusammen mit Volkmar Herntrich, Johannes Lorentzen, Kurt Dietrich Schmidt); (online auf geschichte-bk-sh.de).
- Der christliche Ritter deutscher Nation. Ein Kapitel aus der Geschichte des deutschen Volkes, Berlin: Kranz 1935.
- Soll die Kirche im Dorf bleiben? (Breklumer Heft 20), Breklum: Missionsbuchhandlung 1941.[1]
- Von den politischen Aufgaben der Kirche. Ausarbeitung für die Kirchenleitung im Oktober 1945, in: Kurt Jürgensen: Die Stunde der Kirche. Die Ev.-Luth. Landeskirche Schleswig-Holsteins in den ersten Jahren nach dem Zweiten Weltkrieg, Neumünster 1976, S. 286–288.
- Das Wort bleibt. Predigten und Vorträge, Itzehoe o. J. (nach dem 18. November 1956).
- 75 Jahre Ostasienmission, Heidelberg: Ev. Verlag Comtesee 1962.
- Der Kirchenkampf in Schleswig-Holstein 1933–1945 (dem Andenken an Bischof D. Wilhelm Halfmann gewidmet), Göttingen: Vandenhoeck & Ruprecht 1964. (Digitalisat)
- Die Haltung des Schleswig-Holsteinischen Bruderrates im Kirchenkampf, in: Ernst Wolf, Heinz Brunotte (Hrsg.): Zur Geschichte des Kirchenkampfes. Gesammelte Aufsätze (Arbeiten zur Geschichte des Kirchenkampfes, Band 15), Göttingen 1965, S. 173–188.